# Groß Naundorf
Groß Naundorf ist ein Ortsteil der Stadt Annaburg im Landkreis Wittenberg in Sachsen-Anhalt (Deutschland). Bis zum 31. Dezember 2010 war Groß Naundorf eine eigenständige Gemeinde mit dem Ortsteil Kolonie.

## Geografie
Geografische Lage
Groß Naundorf liegt etwa 11 km südöstlich von Jessen (Elster).

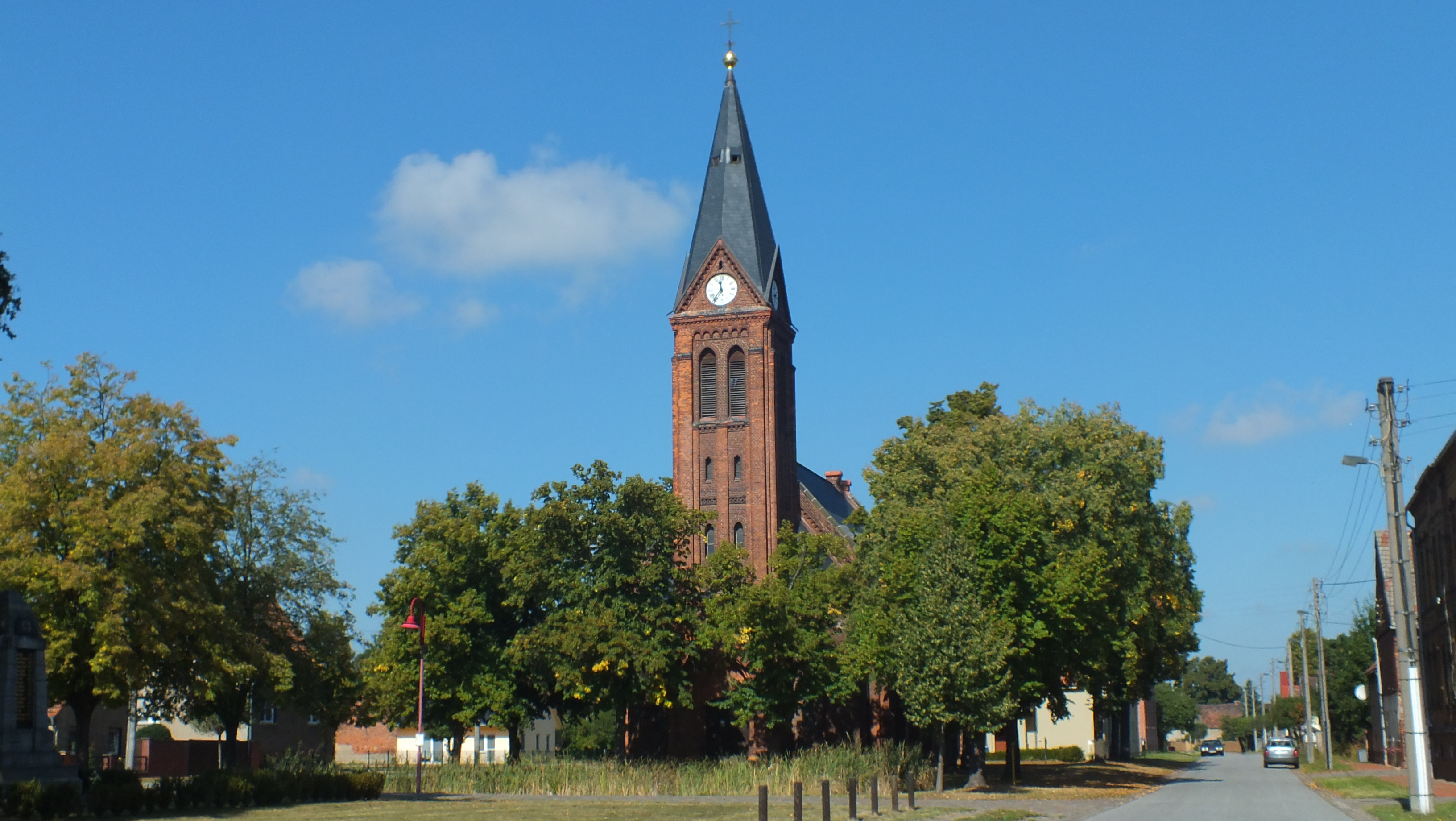
Die Kirche in Groß Naundorf

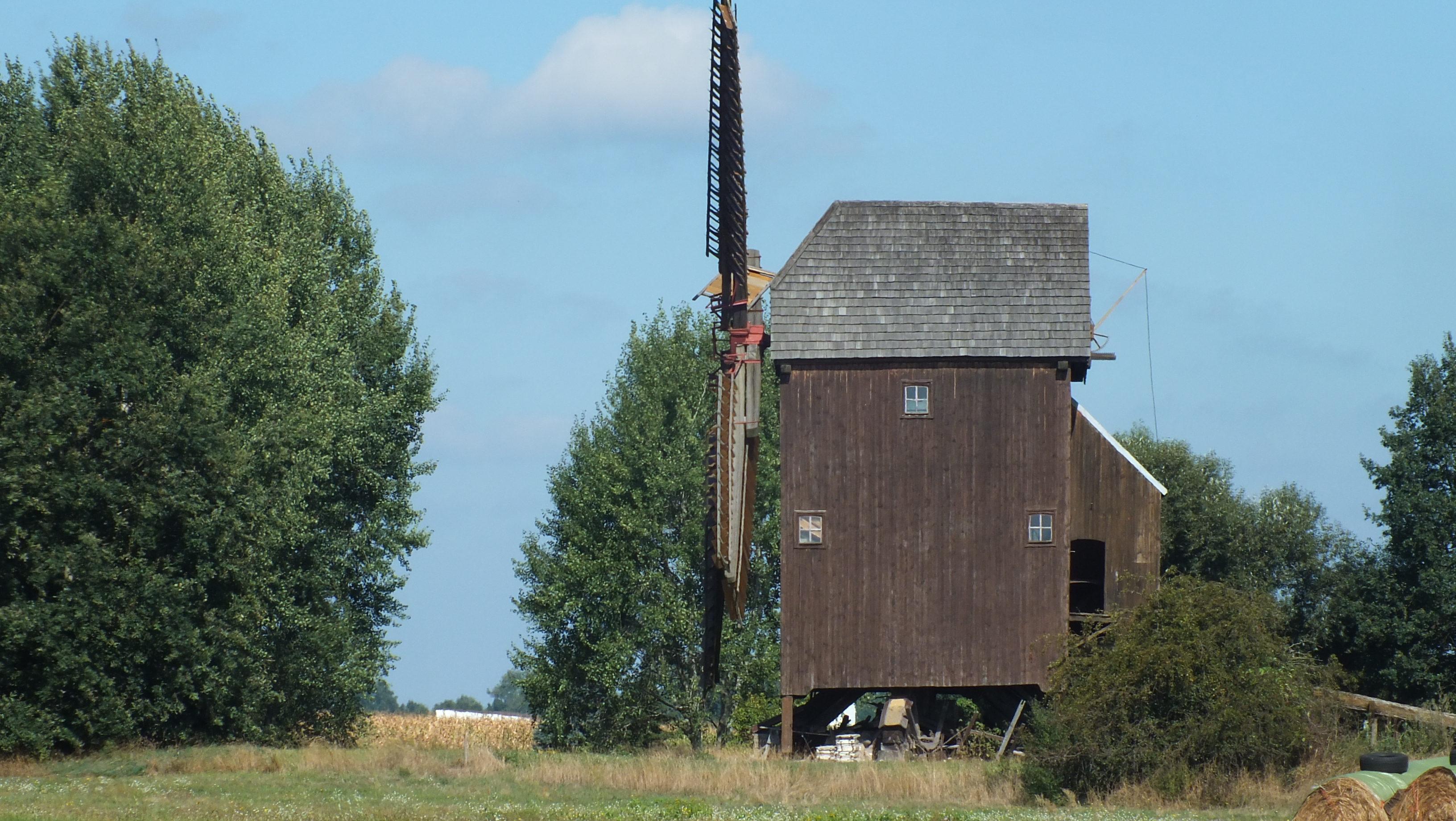
Bockwindmühle Groß Naundorf

## Geschichte
Als Neyendorf wurde der Ort 1339 erstmals urkundlich erwähnt. Während des Dreißigjährigen Krieges wurde der Ort von schwedischen Truppen verwüstet. Zu einer Namensänderung kam es am 1. Januar 1998, als sich der Ort von Groß-Naundorf in Groß Naundorf umbenannte.
Am 1. Januar 2011 wurde Groß Naundorf in die Stadt Annaburg eingegliedert.

## Wirtschaft und Infrastruktur
Verkehr
- Zur Bundesstraße 187, die Wittenberg und Jessen (Elster) verbindet, sind es ca. 12 km.
- Von 1902 bis 1996 verband die Bahnstrecke Annaburg–Prettin Annaburg mit Prettin an der Elbe. An dieser Eisenbahnstrecke lag der Haltepunkt Naundorf (b Prettin).